# Mateus (Vila Real)
Mateus ist eine Ortschaft und Gemeinde im Norden Portugals. Sie liegt ganz überwiegend innerhalb des Stadtgebietes der Stadt Vila Real.
Die Gemeinde ist insbesondere für den Mateuspalast bekannt. Seine Abbildung ist auf dem Etikett des international weit verbreiteten Weins Mateus Rosé zu sehen, jedoch stammt der Wein nicht von hier, der Palast war lediglich Namensgeber.

## Geschichte
Der Ort entstand möglicherweise im Zuge der Siedlungspolitik nach der Reconquista. Erstmals erwähnt wurde hier eine Ortschaft im Jahr 1208.
Mateus blieb bis 16. Jahrhundert eine kleine unbedeutende Gemeinde im Kreis Vila Real. Eine anhaltende landwirtschaftliche Entwicklung setzte ein, als 1620 António Alvares Coelho das hiesige Landgut auszubauen begann und eine Kapelle errichtete. 1641 fiel das Gebiet an die Krone. Die heutige Gemeindekirche entstand ab 1711 und wurde vermutlich 1715 erstmals fertiggestellt.
Um 1743 erfuhr das Herrenhaus einen bedeutenden Ausbau durch Architekt Nicolau Nasoni, durch den der heute bekannte Mateuspalast entstand. Auch andere Landgüter bestanden im Gemeindegebiet, darunter die Casa das Panquecas, die Casa das Quartas, die Casa da Paçoca und die Casa de Urros. Um 1810 wurde die Musikkapelle Banda de Música de Mateus gegründet, die bis heute besteht und mit ihrer Musikschule ein bedeutender kultureller Faktor der Gemeinde blieb.

## Verwaltung
Mateus ist Sitz einer gleichnamigen Gemeinde (Freguesia) im Kreis (Concelho) von Vila Real im gleichnamigen Distrikt Vila Real. In ihr leben 3539 Einwohner auf einer Fläche von 4 km² (Stand 19. April 2021).
Folgende Orte und Ortschaften liegen in der Gemeinde:
- Abambres
- Boque (zum Großteil zur Stadtgemeinde Vila Real gehörend)
- Cavernelho
- Marrão (auch Bairro do Marrão)
- Mateus
- Raia